# Amar-Suen

Imperium III dynastii z Ur: najjaśniejszym odcieniem zielonego zaznaczono terytoria uznające zwierzchność III dynastii z Ur (początek panowania Amar-Suena)

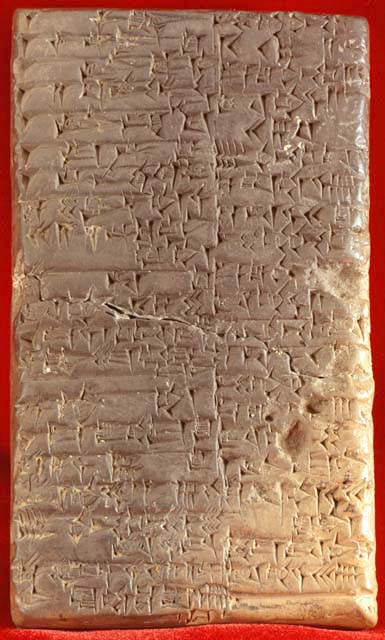
gliniana tabliczka zapisana pismem klinowym; panowanie Amar-Suena

Amar-Suen (sum. damar.dEN.ZU, tłum. „Młody byczek boga Suena”) – król sumeryjski, syn Szulgiego, twórcy potęgi państwa III dynastii z Ur, panował w latach 2047–2038 p.n.e. (chronologia średnia). Utrzymał supremację III dynastii z Ur nad Sumerem i Akadem. Z czasów jego panowania pochodzą pierwsze wzmianki o pojawieniu się nowych ludów koczowniczych, Amorytów, co zmusiło go do zbudowania szeregu fortyfikacji. Odbył również dwie kampanie wojenne – do Kurdystanu i na wschód do Elamu. Jego następcą został jego brat Szu-Suen.